# Ghenadie Tulbea
Ghenadie Tulbea (česky Genadije Tulbeja), (* 3. března 1979 v Talmaze, Sovětský svaz) je moldavský zápasník volnostylař, který od roku 2010 reprezentuje Monako. Zápasit začal v 8 letech pod vedením Leonida Babiry. Později se přesunul do Kišiněva, kde se připravoval pod vedením Nicolaje Oreola. Členem seniorské moldavské reprezentace byl od roku 2000 a na živobytí si přivydělával působením v německé bundeslize. Olympijské hry v Sydney ještě nestihl. V roce 2004 odjížděl na olympijské hry v Athénách s medailovými ambicemi, ale nepostoupil ze základní skupiny. V roce 2008 se na olympijské hry v Pekingu nekvalifikoval a následně se dohodl na spolupráci s monackým zápasnickým svazem. Monacké občanství obdržel koncem roku 2008 a v roce 2014 získal pro Monako historicky první medaili z mistrovství Evropy.